# فاني باريير وليامز
فرانسس «فاني» باريير وليامز (بالإنجليزية: Fannie Barrier Williams) (12 فبراير 1855 – 4 مارس 1994) كانت معلمةً أمريكية وناشطة سياسية وناشطةً في حقوق المرأة، وأول امرأة ذات بشرة سوداء تحصل على عضوية في نادي شيكاغو للمرأة. أصبحت معروفةً لجهودها الساعية لتمثيل الأشخاص السود بشكل رسمي في مجلس التحكم بالمعرض الكولومبي العالمي في عام 1893. كانت أيضًا موسيقيةً، ورسامة لوحات شخصية «بورتريه» ودرست لغات أجنبية.

## طفولتها
ولدت فرانسس (فاني) باريير في 12 فبراير 1855، وكانت الأخت الصغرى بين ثلاثة أطفال ولدوا لأنتوني وهارييت باريير. أتى والدها -الذي ولد في بنسلفانيا- إلى نيويورك وهو طفل. ادعى أن فرعًا من أسلافه فرنسي. عمل حلاقًا وأصبح فيما بعد تاجر فحم. ولدت أمها في شيربورن، وهو مجتمع صغير في جنوب شرق تشينانغو في ولاية نيويورك، وكانت ربة منزل كرست حياتها لتربية أطفالها والمشاركة في نشاطات الكنيسة. تزوج الوالدان في بروكبورت، حيث شكلا واحدةً من بضع عائلات قليلة من ذوي البشرة السوداء في البلدة. كانت عائلتها جزءًا من الطبقة المرفهة لكون والدها قد بنى لنفسه سيرةً معتدًّا بها في مجال العقارات وامتلك شركةً جيدة الأرباح. كانت باريير على تواصل حميمي مع نخبة المجتمع الأبيض، دون أن تعاني من أي نوع من التمييز العنصري الذي كان سائدًا في أماكن أخرى من البلاد. كانت عائلة باريير تذهب إلى كنيسة المعمداني الأول في بروكبورت، حيث كان والدها واضع حجر أساس محترم، كانت أمها تدرّس الإنجيل وتعزف على البيانو. كانوا العائلة السوداء الوحيدة في التجمع.
في مقالة سيرة ذاتية نشرت عام 1904 في ذا إندبندنت استذكرت باريير من شبابها أن «... لم يكن من الممكن أن تكون علاقة أكثر وديةً واحترامًا وحميميةً من علاقة عائلتها مع الأشخاص البيض في هذا المجتمع».
درست باريير وأخواها إيلا وجورج في «القسم الرئيسي» أو مدرسة الحرم الجامعي في معهد بروكبورت الجامعي القديم. بعدها، استمرت فاني باريير بالدراسة عقب إعادة افتتاح المدرسة باسم مدرسة بروكبورت النظامية التابعة للولاية (أصبح اسمها الآن كلية سوني في بروكبورت) وكانت أول أمريكية من أصول أفريقية تتخرج منها في عام 1870.

## تعليمها وبداية حياتها المهنية
ذهبت باريير بعد التخرج جنوبًا للتعليم في مدرسة للأشخاص ذوي البشرة السوداء في هانيبال، ميزوري، حيث واجهت مستوىً من العنصرية لم تشهده من قبل في بروكبورت. شهدت لأول مرة الفصل العنصري، والتخويف، والاعتداء الجسدي، وإهانات أخرى كان يعاني منها العديد من الأشخاص السود. صرحت بأنها «تحطمت» أمام الظلم الذي واجهته وقادها هذا الاستيعاب الجديد للعنصرية تجاه النساء ذوات البشرة الملونة في النهاية إلى قضاء عمرها في العمل ناشطةً.
غادرت باريير -المحبطة من العنصرية التي واجهتها- الجنوب لدراسة العزف على البيانو في معهد نيو إنغلاند الموسيقي في بوسطن، ماساشوستس، ولكن المعهد الموسيقي كان له تأثير وشهرة واسعة جلبت له الطلاب من كل من الشمال والجنوب. اعترض الطلاب البيض الجنوبيون على وجود باريير، وضغط عليها للمغادرة.
بعد مغادرتها المعهد الموسيقي في بوسطن، ذهبت باريير إلى منطقة العاصمة واشنطن لتمارس التعليم، منضمةً إلى حركة التعليم الناشئة، والتي ركزت على الرجال المحررين والنساء المحررات من العبودية. سمحت لها حركة التعليم والمجتمع بالاختلاط مع المجتمع وإقامة روابط مع مثقفين آخرين من ذوي البشرة السوداء. ولكنها أيضًا واجهت صعوبات كبيرة بسبب عرقها عندما سجلت في مدرسة الفنون الجميلة في واشنطن لدراسة رسم البورتريه.
خلال فترة تدريسها في واشنطن التقت بزوجها المستقبلي سامويل لاينغ وليامز من جورجيا وشيكاغو. عمل في مكتب المعاشات التقاعدية في الولايات المتحدة الأمريكية خلال دراسته الحقوق في الجامعة كولومبيان (التي أصبحت لاحقًا جامعة جورج واشنطن للحقوق). تزوجا في بروكبورت في أغسطس 1887، وعادا إلى واشنطن ليستقرا أخيرًا في شيكاغو التابعة لولاية إلينوي، حيث تقدم وليامز إلى فحص نقابة المحامين في إلينوي وافتتح مكتب محاماة ناجح. انضم الزوجان إلى كنيسة كل الأرواح (التوحيدية) في شيكاغو.

## وصلات خارجية
- سيرة فاني باريير وليامز نسخة محفوظة 20 مارس 2019 على موقع واي باك مشين.